# كوبا بيرو 1981
كوبا بيرو 1981 هو موسم من كوبا بيرو ‏. فاز فيه نادي جامعة كاخاماركا التقنية ‏.